# Heinrich Winter (Maler)
Heinrich Ludwig Christian Dietrich Winter (* 26. Februar 1843 in Frankfurt am Main; † 13. November 1911 in Kronberg im Taunus) war ein deutscher Maler.

## Leben

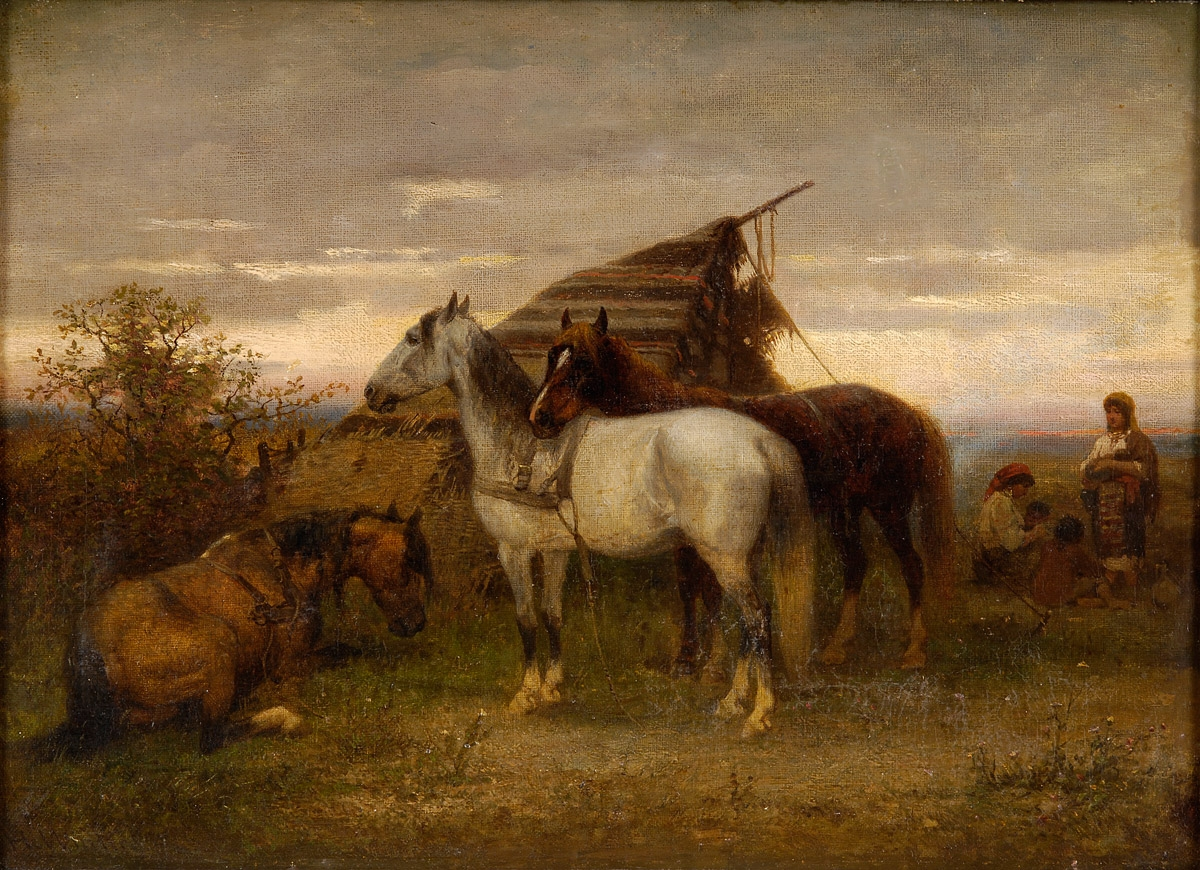
Heinrich Winter: Das Nachtlager

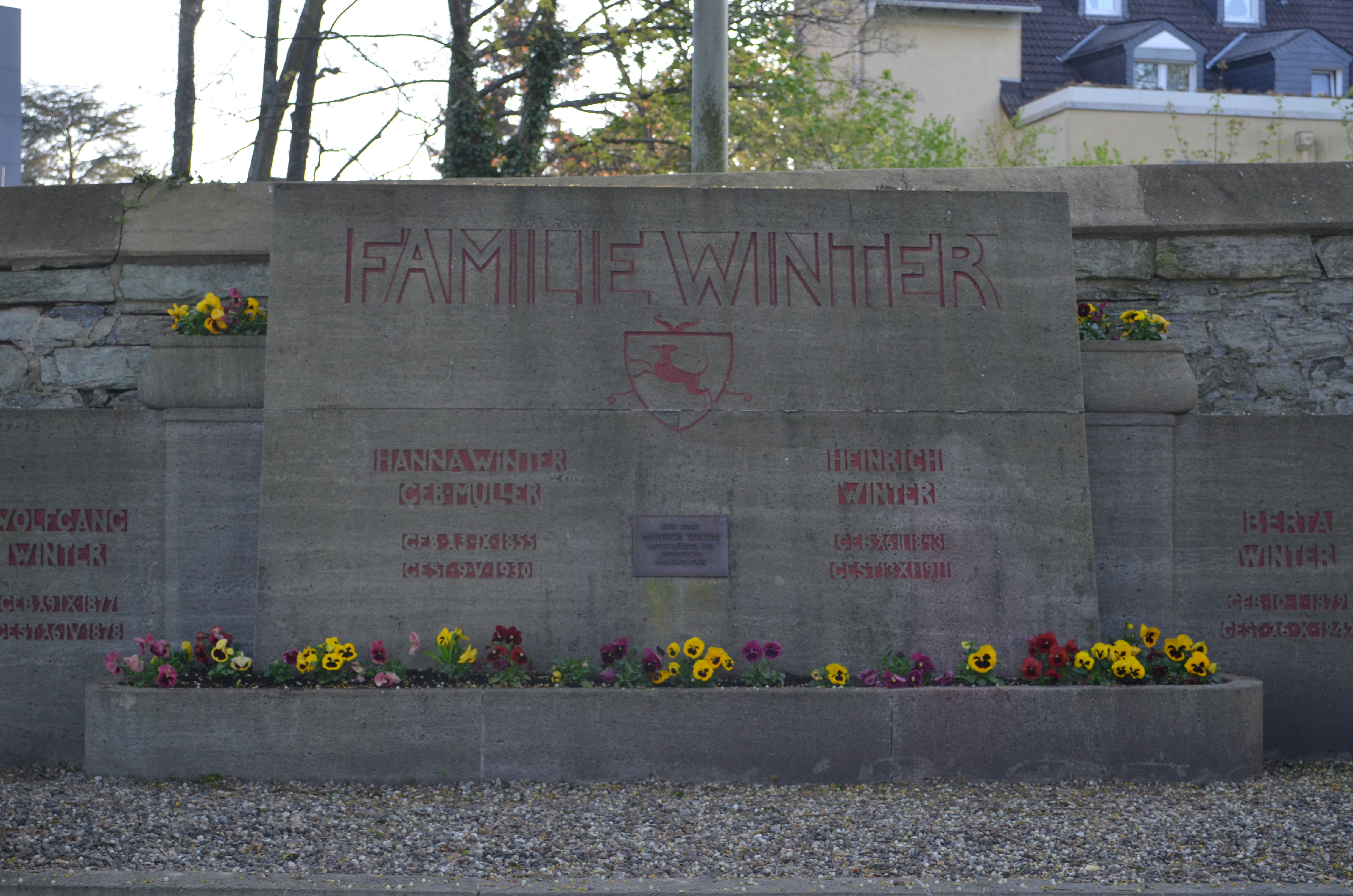
Grab von Heinrich Winter

Winter war der Vater des Bildhauers Harold Winter und des Malers Rolf Winter.
Zwischen 1860 und 1864 war Winter am Städelschen Kunstinstitut Schüler von Jakob Becker. Durch seinen Lehrer machte Winter die Bekanntschaft mit Anton Burger, der ihn nach Kronberg einlud. 1864 nahm Winter diese Einladung an und verbrachte drei sehr arbeitsintensive Jahre in der Kronberger Malerkolonie.
Auf Anregung von Adolf Schreyer ging 1867 Winter mit 24 Jahren nach Paris und arbeitete dort bis 1870 in einem Gemeinschaftsatelier zusammen mit Schreyer und Friedrich Steinhart. Bei Kriegsausbruch kehrte Winter nach Deutschland zurück und arbeitete freiwillig als Sanitäter im Deutsch-Französischen Krieg.
Nach Kriegsende ließ sich Winter für immer in Kronberg nieder. Unterbrochen wurde dieser Aufenthalt nur durch mehrere Studienreisen, u. a. nach Ungarn (1868 und 1874), Rumänien (1883) und dem Nahen Osten (1884).
Im Alter von 68 Jahren starb der Maler Heinrich Winter am 13. November 1911 in Kronberg/Taunus.

## Werk
In Winters Genredarstellungen überwiegen Szenen aus dem Dorfleben. So malte er unter anderem das heute in Privatbesitz befindliche Gemälde Zigeuner. Ein Schwerpunkt seines künstlerischen Schaffens sind seine Pferdebilder. Künstlerisch etwas weniger wichtig sind seine Kriegsbilder, für die er auf eigene Erlebnisse zurückgriff und sie sich auf diese Weise von der Seele malte.

## Ehrungen
Die Heinrich-Winter-Straße in Kronberg ist nach ihm benannt.